# Sékou Touré (Côte d’Ivoire)
Pour les articles homonymes, voir Sékou Touré et Touré.
Sékou Touré, né le 11 juillet 1957 à Duékoué en Côte d’Ivoire, est un diplomate ivoirien. Il est l'ancien commissaire à la résolution des conflits du Fonds pour l’environnement mondial, et directeur du bureau régional pour l’Afrique du Programme des Nations unies pour l’environnement (PNUE) e 2007.

## Biographie

### Jeunesse et famille
Sékou Touré est né le 11 juillet 1957 à Duékoué, une ville de la région de l’Ouest de la Côte d'Ivoire. Ses parents étaient malinkés d’Odienné, dans le district de Denguélé, au nord de la Côte d’Ivoire.

### Éducation
Il commence ses études supérieur en Côte d'Ivoire en 1982, en génie civil à l'École Nationale Supérieure des Travaux Publics de Yamoussoukro. Puis, en 1985 il obtient un master en génie civil et environnemental à l'université de Cincinnati. Par suite, en 1989, il obtient un doctorat en génie civil et environnemental de l'université du New Hampshire au États Unis.

## Carrière
De janvier 1996 à décembre 1999, Sékou Touré occupe le poste de ministre adjoint, agissant en tant que haut-commissaire à l'hydraulique de la Côte d'Ivoire. Il devient ensuite conseiller spécial, notamment en février 2000 auprès du ministre d'État chargé de la planification et de la coordination du développement du gouvernement ivoirien, et plus tard en mars 2000 en tant que conseiller spécial du premier ministre de Côte d'Ivoire jusqu'en janvier 2001.
Il occupe le poste de directeur du bureau régional pour l'Afrique au sein du Programme des Nations Unies pour l'Environnement (PNUE) à Nairobi, au Kenya. En parallèle à ses fonctions officielles, Sékou Touré partage son savoir en tant qu'enseignant  aux États-Unis et en Côte d'Ivoire.

## Au Fonds pour l’environnement mondial
En septembre 2007, Sékou Touré a rejoint le Fonds pour l’environnement mondial (FEM), en tant que commissaire à la résolution des conflits. Dans le cadre de ses fonctions, M. Touré fournit des conseils et un leadership intellectuel sur la résolution des conflits et des différends entre les pays et les agences du Fonds pour l’environnement mondial (FEM) ou son secrétariat.

## Prix et distinctions
- Prix de la recherche, Côte d’Ivoire
- Chevalier de l’ordre du mérite agricole, Côte d’Ivoire